# Miss You Nights
"Miss You Nights" is een nummer van de Britse zanger Cliff Richard. Het nummer werd uitgebracht op zijn album I'm Nearly Famous uit 1976. Op 14 november 1975 werd het nummer uitgebracht als de eerste single van het album.

## Achtergrond
"Miss You Nights" is geschreven door Dave Townsend en geproduceerd door Bruce Welch. Townsend schreef het nummer in 1974 toen zijn vriendin op vakantie was. Hij nam het in eerste instantie zelf op voor een album, maar platenlabel Island Records besloot om deze plaat niet uit te brengen. In plaats daarvan wilden zij de kosten van dit album terugverdienen door middel van een aantal covers van nummers die hierop zouden zijn verschenen. Zij stuurden een aantal demo's van nummers naar Welch, gitarist van The Shadows, die tevens werkte als producer voor Cliff Richard, die op zoek was naar nummers om zijn carrière nieuw leven in te blazen. Welch wist direct dat "Miss You Nights" een hit zou worden. Hij vertelde hierover: "Het strijkersarrangement door Andrew Powell zorgde ervoor dat het een geweldig liefdeslied is, vanwege het beeld en de krachtige gevoelens van verlangen en eenzaamheid."
Richard nam "Miss You Nights" op 9 september 1975 op voor zijn album I'm Nearly Famous. Hij zei over het nummer en zijn schrijver: "Ik vind het een van de mooiste nummers die ik ooit gemaakt heb... toen ik zijn versie hoorde, was het geweldig. Hij [Townsend] was blij dat dit gebeurde. Ik bedoel, het zou door wie dan ook gezongen kunnen worden, en het zou nog steeds een hit zijn geworden." De single behaalde de vijftiende plaats in de UK Singles Chart en kwam in Zuid-Afrika tot de tweede plaats. In Nederland bereikte de single de tiende plaats in zowel de Top 40 als de Nationale Hitparade, terwijl in Vlaanderen de zeventiende plaats in de voorloper van de Ultratop 50 werd gehaald.
"Miss You Nights" werd in 1994 geremixt en opnieuw uitgebracht. Ditmaal kwam het in het Verenigd Koninkrijk tot de veertiende plaats; een positie hoger dan de originele release. Richard nam het nog twee keer op: in 2004 in duet met Elaine Paige en in 2005 in samenwerking met G4. In 2003 werd het nummer gecoverd door Westlife, die het uitbracht als single met een dubbele A-kant, samen met hun eigen nummer "Tonight". Zij scoorden er een nummer 3-hit mee in het Verenigd Koninkrijk. Andere artiesten die het nummer hebben opgenomen, zijn onder meer Acker Bilk, Brotherhood of Man, Art Garfunkel, Dobie Gray, Johnny Logan met The Jordanaires, Marie Osmond, Demis Roussos, Smokie, Diane Solomon, Rick Springfield, Carl Wayne en Roger Whittaker. Daarnaast nam Rob de Nijs op zijn album Met je ogen dicht een Nederlandstalige versie op onder de titel "Nu de nachten nog".

## Hitnoteringen

### Nederlandse Top 40
| Hitnotering: 17-04-1976 t/m 05-06-1976 | Hitnotering: 17-04-1976 t/m 05-06-1976 | Hitnotering: 17-04-1976 t/m 05-06-1976 | Hitnotering: 17-04-1976 t/m 05-06-1976 | Hitnotering: 17-04-1976 t/m 05-06-1976 | Hitnotering: 17-04-1976 t/m 05-06-1976 | Hitnotering: 17-04-1976 t/m 05-06-1976 | Hitnotering: 17-04-1976 t/m 05-06-1976 | Hitnotering: 17-04-1976 t/m 05-06-1976 | Hitnotering: 17-04-1976 t/m 05-06-1976 |
| Week                                   | 1                                      | 2                                      | 3                                      | 4                                      | 5                                      | 6                                      | 7                                      | 8                                      |                                        |
| -------------------------------------- | -------------------------------------- | -------------------------------------- | -------------------------------------- | -------------------------------------- | -------------------------------------- | -------------------------------------- | -------------------------------------- | -------------------------------------- | -------------------------------------- |
| Nummer                                 | 21                                     | 17                                     | 11                                     | 10                                     | 13                                     | 22                                     | 35                                     | 40                                     | uit                                    |

### Nationale Hitparade
| Hitnotering: 17-04-1976 t/m 22-05-1976 | Hitnotering: 17-04-1976 t/m 22-05-1976 | Hitnotering: 17-04-1976 t/m 22-05-1976 | Hitnotering: 17-04-1976 t/m 22-05-1976 | Hitnotering: 17-04-1976 t/m 22-05-1976 | Hitnotering: 17-04-1976 t/m 22-05-1976 | Hitnotering: 17-04-1976 t/m 22-05-1976 | Hitnotering: 17-04-1976 t/m 22-05-1976 |
| Week                                   | 1                                      | 2                                      | 3                                      | 4                                      | 5                                      | 6                                      |                                        |
| -------------------------------------- | -------------------------------------- | -------------------------------------- | -------------------------------------- | -------------------------------------- | -------------------------------------- | -------------------------------------- | -------------------------------------- |
| Nummer                                 | 14                                     | 14                                     | 12                                     | 10                                     | 10                                     | 25                                     | uit                                    |

### NPO Radio 2 Top 2000
| Nummer met noteringen in de NPO Radio 2 Top 2000 | '99 | '00 | '01 | '02 | '03 | '04 | '05 | '06  | '07 | '08 | '09  | '10  | '11  |
| ------------------------------------------------ | --- | --- | --- | --- | --- | --- | --- | ---- | --- | --- | ---- | ---- | ---- |
| Miss You Nights                                  | 473 | 513 | 482 | 834 | 980 | 778 | 887 | 1064 | 899 | 874 | 1148 | 1282 | 1515 |

1. ↑  Een vetgedrukt getal geeft de hoogste notering aan.
2. ↑  Deze tabel is bijgewerkt tot en met de laatste editie (2024).

### Evergreen Top 1000
| Evergreen Top 1000 | Evergreen Top 1000 | Evergreen Top 1000 | Evergreen Top 1000 | Evergreen Top 1000 | Evergreen Top 1000 | Evergreen Top 1000 | Evergreen Top 1000 | Evergreen Top 1000 | Evergreen Top 1000 | Evergreen Top 1000 | Evergreen Top 1000 | Evergreen Top 1000 | Evergreen Top 1000 | Evergreen Top 1000 | Evergreen Top 1000 |
| Jaar               | 2008               | 2009               | 2010               | 2011               | 2012               | 2013               | 2014               | 2015               | 2016               | 2017               | 2018               | 2019               | 2020               | 2021               | 2022               |
| ------------------ | ------------------ | ------------------ | ------------------ | ------------------ | ------------------ | ------------------ | ------------------ | ------------------ | ------------------ | ------------------ | ------------------ | ------------------ | ------------------ | ------------------ | ------------------ |
| Positie            | 239                | 140                | 100                | 108                | 185                | 81                 | 109                | 118                | 348                | 402                | 292                | 293                | 280                | 550                | 444                |